# Urtenen-Schönbühl
Urtenen-Schönbühl là một đô thị ở huyện Fraubrunnen trong tổng Bern, Thụy Sĩ. Đô thị này có diện tích 7,19 km2, dân số năm 2020 là 6367 người.